# 백종철
백종철(白鍾哲, 1961년 3월 9일 ~ )은 대한민국의 전 축구 선수 및 지도자이다. 현역 시절 포지션은 공격수였다.

## 축구인 경력

### 선수 경력
1984년 현대 호랑이에서 프로 선수 경력을 시작했다. 1984년 4월 1일 포항제철 돌핀스와의 K리그 1984 1차전 경기에서 K리그 첫 골을 기록했다.
1991년에 현역 선수에서 은퇴하였으며 1993년부터 1998년까지 일화 천마 코치를 역임했는데 1999년 말까지가 계약기간이었음에도 부임 첫 해인 1997년에는 고정운의 일본행 - 박남열 이영진 한정국의 군 입대 등 여러 가지 악재가 겹쳐 정규리그 8위에 그쳤고 급기야 1998년에는 양대 컵대회에서 중위권에 머문 데다 정규리그 최하위에 머무르자 시즌 막판 중도하차한 레네 감독 후임으로 1998년 9월 9일부터  감독대행을 역임할 계획이었으나 차경복이 레네 후임으로 부임하는 바람에 무산됐으며  이 해를 끝으로 일화를 떠났다.

### 지도자 경력
2004년부터 2006년까지 대한민국 U-20 여자 축구 국가대표팀의 감독을 맡아 2004년 FIFA U-19 세계 여자 축구 선수권 대회에 참가한 바 있으며, 이후 2011년 부산 아이파크의 수석코치로 활동하다가 2013년 4월 23일 성적 부진으로 사임한 당성증 감독의 후임으로 대구 FC의 감독으로 내정되었다. 하지만 대구 FC가 K리그 챌린지로 강등당하자 이에 책임을 지고 사퇴했다.
2016년, 새로 창단된 안산 무궁화 U-18 유소년팀 감독으로 부임하였다.
2017년, 부산외국어대학교의 축구 감독으로 취임했다.

## 수상

### 선수
현대 호랑이
- K리그 컵 우승 1회 : 1986

### 개인
- K리그 득점상 (1회): 1984
- K리그 베스트 11 (1회): 1984